# 花開大富貴
《花開大富貴》（英語：The Jewelry Box），2018年台灣電視電影，由雷洪、連靜雯、林雨宣、苗可麗、唐豐、邱逸峰、薛宇廷領銜主演，緯來電影台於2018年2月18日晚上九點上檔。馬来西亞Astro欢喜台、Astro欢喜台HD同步上檔。

## 播出時間

### 首播
| 頻道                      | 所在地   | 首播日期      | 播放時間      |
| ------------------------- | -------- | ------------- | ------------- |
| 緯來電影台                | 臺灣     | 2018年2月18日 | 21:00 - 23:05 |
| Astro欢喜台 Astro欢喜台HD | 马来西亚 | 2018年2月18日 | 21:00 - 22:39 |
| Astro欢喜台 Astro欢喜台HD | 马来西亚 | 2019年4月14日 | 19:30 - 21:30 |

## 劇情大綱
一個名為「花開大富貴」的珠寶盒讓王家人再次重聚，每個人各懷鬼胎，意圖從珠寶盒分一杯羹，好度過自己的難關，但隨著珠寶盒裡的秘密越來越浮現，這家人的命運究竟會如何？！ 明桂買了蛋糕回家想為爸爸顯大慶祝生日，卻在門口看見顯大早做好一整桌大菜，豐富的菜色將圓桌擠得滿滿，但桌邊卻只有顯大孤單身影。明桂忍住眼中酸楚，打起精神，提著蛋糕進門為老爸慶生。 顯大多喝了兩杯，他拿出珍藏的寶貝-「花開大富貴」珠寶盒，是太太秀芬當年從娘家帶來的嫁妝，雖他年輕時糊塗，導致家道中落，但珠寶盒裝著他最珍貴的寶物，將用生命守護！顯大哀嘆自己不知還剩多少日子，他交代明桂，等他死後再把珠寶盒裡的物品分給大家！之後 顯大醉倒在桌邊，明桂將自己與珠寶盒的合照po在臉書，寫著”爸爸說珠寶盒叫「花開大富貴」，價值連城、天下無雙，是爸爸最珍貴的寶貝，也是我的”！ 沒想到，第二天一早，爽約慶生的眾人不約而同陸續回家，二哥明開帶著強勢的太太寶珠、大姊明花帶著高大帥氣的新男友歐贊揚、三哥明富則隻身返家，大家爭先恐後說明未能前來幫顯大慶生的原因，並紛紛拿出禮物要送給爸爸，但顯大還是十分開心看著眾人忙碌張羅他遲來的生日大宴，但在開飯之際，眾人卻提及珠寶盒的事情，原來他們也想跟妹妹一樣，分享爸爸的「喜悅」。 但因為一個謊言，明桂一家聚起卻又散落，如今危機襲面而來，王家人能否屏除種種成見與誤會，攜手共渡難關呢？！

## 演員列表

### 主要演員
| 演員                  | 角色       | 介紹                         |
| 雷洪                  | 王顯大     | 明花、明開、明富、明桂的父親 |
| 連靜雯 沈易昀（童年） | 王明花     | 王家大姐因賭博而欠下巨款     |
| 林雨宣 游淳安（童年） | 王明桂(貴) | 王家小妹                     |
| 苗可麗                | 林秀芬     | 明花、明開、明富、明桂的母親 |
| 唐豐 沈俊諺（童年）   | 王明開     | 王家二哥                     |
| 邱逸峰 沈宏諺（童年） | 王明富     | 王家三哥                     |
| 薛宇廷                | 歐贊揚     | 卧底警察                     |

### 其他演員
| 演員   | 角色   | 介紹                   |
| 單承矩 | 馬文龍 | 黑帮老大，王明花的债主 |
| 苗真   | 汪寶珠 | 王明开的老婆           |
| 許乃涵 | 林玉嬌 | 明富的女友，假裝是孕婦 |

## 外部連結
- 緯來電影台近期強檔的Facebook專頁

| 臺灣 緯來電影台             | 臺灣 緯來電影台              | 臺灣 緯來電影台 |
| --------------------------- | ---------------------------- | --------------- |
|                             | 花開大富貴 （2018年2月18日） |                 |
| 偉大的夢想 （2018年1月1日） | 天使薇薇 （2018年4月8日）    |                 |